# فاد آر
في علم الأحياء الجزيئي ، منظم استقلاب الأحماض الدهنية البروتين فاد آر  fatty acid metabolism regulator protein  FadR، هو عامل النسخ البكتيري.
تنظم البكتيريا سيولة الغشاء عن طريق التلاعب بالمستويات النسبية للأحماض الدهنية المشبعة وغير المشبعة داخل الدهون الفوسفاتية.
في الإشريكية القولونية ، يعمل عامل النسخ، فاد آر (FadR) ، كمفتاح ينظم بشكل منسق الآليات المطلوبة لأكسدة الأحماض الدهنية بيتا والتعبير عن إنزيم رئيسي في التخليق الحيوي للأحماض الدهنية. يتحكم هذا المانع في نسخ نظام الابتداع بالكامل. يتم تثبيط ربط فاد آر (fadR) بشكل خاص بواسطة مركبات acyl-CoA الدهنية طويلة السلسلة.
يكشف التركيب البلوري لـ FadR عن جزيء ثنائي الأبعاد بمجالين حيث يرتبط مجال اللولب المجنح N- الطرفي بالحمض النووي، ويربط المجال C- الطرفي ب acyl-CoA.
يؤدي ربط acyl-CoA إلى المجال C- الطرفي إلى تغيير في المطابقة يؤثر على تقارب ربط DNA للمجال N-terminaa 2
FadR هو جزء من عائلة GntR من النسخ البكتيرية. يتم الحفاظ على مجال ربط الحمض النووي بشكل جيد لهذه العائلة، في حين أن مجال ربط المستجيب الطرفي C أكثر تغيرًا، وبالتالي يتم استخدامه لتحديد التسميات الفرعية لـ GntR.
مجموعة FadR هي أكبر مجموعة فرعية، وتتميز بمجال C- حلزوني كلي يتكون من 6 إلى 7 حلزونيات ألفا.